# Église de la Province de l'océan Indien
L’Église de la Province de l'océan Indien regroupe les différents diocèses anglicans de la Province de l'océan Indien. Cette dernière est constituée de Madagascar, Maurice et les Seychelles.
Le diocèse anglican de Maurice englobe les îles Maurice, Rodrigues et dépendances, ainsi que La Réunion. Madagascar compte six diocèses, dont Diego-Suarez, Fianarantsoa, Majunga, Tamatave, Tananarive et Tuléar. La Province de l'océan Indien couvre une superficie de 230 223 kilomètres carrés pour une population de 14 470 000 habitants. Parmi les 6 928 000 chrétiens, on dénombre environ 120 000 anglicans.
La province, fondée en 1973, comprend 86 paroisses desservies par 114 prêtres. La présence anglicane dans la région remonte à 1810, depuis la prise de l’Île-de-France (devenue île Maurice) par les Britanniques. De là, les missionnaires furent envoyés vers les autres îles.
L’archevêque actuel (2008) est Monseigneur Ian Ernest.